# 加雷斯·托馬斯
加雷斯·托馬斯（Gareth Thomas，1967年7月15日—）是一位英格蘭政治人物，他的黨籍是工黨和合作黨。自1997年開始，他擔任西哈羅選區選出的英國下議院議員。2001年至2019年任合作黨主席。